# Tipula wardleana
Tipula wardleana är en tvåvingeart som beskrevs av Alexander 1968. Tipula wardleana ingår i släktet Tipula och familjen storharkrankar. Inga underarter finns listade i Catalogue of Life.